# ツインテック国際工科大学
ツインテック国際工科大学（ツインテックこくさいこくだいがく）は、マレーシアにある公的資金による私立大学であり、メインキャンパスはペナン島のジョージタウンにある。
この大学は、建築と建造環境、ビジネスと金融、コンピューター サイエンスとマルチメディア、エンジニアリングと産業技術、バイオテクノロジー、看護と健康科学、検眼、教育、音楽と舞台芸術の分野での教育を提供するために設立された。
2011年から2014年にかけてマルチメディア・スーパーコリドーのステータスを得、またISO9001:2008の認証を受けるなど、教育の品質面において高付加価値を提供している。
ツインテックは、セタパックにある質素な賃貸施設からスタートし、クアラルンプール近郊のバンダル・スリ・ダマンサラ、コタキナバル、コタバルに3つのキャンパスを構えていたが、2021年にジェッセルトン・エデュケーション・グループとジオマティカ・エデュケーション・グループにより買収され、ペナン島ジョージタウンへ移転した。
ジョージタウン移転後は建築・建造環境学部及びビジネス＆ファイナンス学部のみが残っている。ビジネス＆ファイナンス学部は学士・修士・博士課程のプログラムを持ち、UK ENIC（英国国家資格およびスキル情報センター・教育省代理機関）より英国大学学位同等であると認定されている。

## 学部
- 建築・建造環境学部 (FABE)
- ビジネス＆ファイナンス学部 (FBF)

## 日本での学位取得
日本では、株式会社mt.CareerがDBA（経営管理博士）プログラムを紹介している。